# Comitas chuni
Comitas chuni é uma espécie de gastrópode do gênero Comitas, pertencente a família Pseudomelatomidae.